# Opernhochschule Stockholm
Die Operahögskolan i Stockholm (Opernhochschule in Stockholm) ist eine schwedische Institution, die auf dem Gebiet der Opernmusik und der ihr verwandten Künste eine Hochschulbildung anbietet.
Operahögskolan wurde mit der Ausbildung von Sängern, Korrepetitoren und Opernregisseuren betraut und hat etwa 40 Studierende, darunter 36 Sänger.